# Шарифьянов, Тимур Маратович
Тимур Маратович Шарифьянов (род. 12 июня 1999, Нижнекамск, Татарстан) — российский хоккеист, нападающий.

## Биография
Воспитанник нижнкамского «Нефтехимика». В сезонах 2015/16 — 2019/20 играл за команды МХЛ «Реактор». В сезоне 2018/19 дебютировал в КХЛ. В сезонах 2021/22 — 2022/23 также играл за ижевскую «Ижсталь» в ВХЛ. 2 мая 2023 был обменян в кдуб ВХЛ «Югра» Ханты-Мансийск на денежную компенсацию. 28 октября 2023 года был обменян в «Динамо» Санкт-Петербург. 21 августа 2024 перешёл в «Челны».